# 한반도의 지금
《한반도의 지금》는 일요일 밤 9시 30분에 방송되는 연합뉴스TV의 북한 전문 시사 프로그램이다.